# Luisa Bertana
Luisa Bertana (Quilmes, 1 de enero de 1898 - Buenos Aires, 26 de julio de 1933) fue una cantante de ópera (mezzosoprano) argentina, una de las primeras de en conquistar relevancia internacional.

## Biografía
Desde muy joven sintió inclinación hacia el canto, tras  rigurosa preparación llegó a destacarse en la cuerda mezzosoprano. A los 18 años de edad fue a Italia donde estudió con el maestro Rinaldini, permaneciendo tres años en Europa.
En 1921, debutó oficialmente en el Teatro Colón actuando en el rol de Preziosilla, la gitana de la ópera de Verdi La forza del destino, y como Gutrune en El ocaso de los dioses de Wagner, de hecho había cantado una sola función como Violetta en La Traviata el 4 de julio de 1915 reemplazando a Amelita Galli-Curci.
En Italia debutó en Padua en la ópera Il trovatore accediendo a La Scala de Milán en 1925, donde cantó tres temporadas contratada por Arturo Toscanini debutando como Maddalena en Rigoletto seguida por Rubria de Nerone, Meg de Falstaff, Genevieve de Pelleas et Melisande, el estreno mundial de Nerone de Arrigo Boito, Marina de Boris Godunov, La Gioconda de Amilcare Ponchielli, Brangane de Tristan e Isolda, en el estreno italiano de Jovánschina de Músorgski como Marfa  y otros roles de mezzo dirigida por Héctor Panizza, Vittorio Gui y Victor de Sabata. También actuó bajo la dirección del argentino Ferrucio Calusio y del italiano Angelo Questa (1901-1960), con el que contrajo matrimonio. 
Asimismo actuó en los escenarios del Teatro Costanzi de Roma, del San Carlo de Nápoles en Dafni de Giuseppe Mulé, del Covent Garden de Londres, en Turín, Río de Janeiro y naturalmente en el Teatro Colón de Buenos Aires, donde tuvo papeles protagonistas entre 1924 y 1930 en las óperas Norma, como Adalgisa en 1929, Il trovatore, Aida como Amneris, La vida breve de Manuel de Falla, La campana sommersa, de Ottorino Respighi, Debora e Jaele, de Ildebrando Pizzetti y otras obras de repertorio.
En 1926 participó en el estreno mundial de Ollantay, de Constantino Gaito, y en Amaya, junto a Hina Spani. Su última temporada en el Colón fue la de 1929 donde cantó la Ortruda de Lohengrin de Richard Wagner.
Ofreció numerosas representaciones en Quilmes, su ciudad natal, en el antiguo Teatro Colón de la Sociedad Italiana, entidad que fue la mayor difusora de la música de aquella zona. Los veranos que podía permanecer en su país los pasaba en su pueblo natal donde residía su familia. 
Luisa Bertana contrajo pulmonía y murió en Buenos Aires, en el apogeo de su voz, tenía 44 años.
Su nombre designa una de las salas de la Escuela Municipal de Música y Arte Escénico de Buenos Aires, así como una calle de Quilmes. 
Quedan grabaciones en los sellos HMV, Odeon y Fonotipia. 